# Bauhinia bohniana
Bauhinia bohniana är en ärtväxtart som beskrevs av L.Chen. Bauhinia bohniana ingår i släktet Bauhinia och familjen ärtväxter. Inga underarter finns listade i Catalogue of Life.